# Вагнер, Герхард
Герхард Вагнер (нем. Gerhard Wagner; 18 августа 1888, Хожув, Верхняя Силезия, Австро-Венгрия — 25 марта 1939, Мюнхен, Германия) — немецкий врач, один из идеологов нацистской политики в области здравоохранения.

## Биография
Сын профессора нейрохирургии Вильгельма Вагнера, изучал медицину в Мюнхенском университете. Служил военным врачом во время Первой мировой войны (1914—1918). Был награждён Железным крестом первого класса. С 1919 года имел собственную врачебную практику в Мюнхене. В 1921—1923 годах состоял во фрайкоре Эппа.
В мае 1929 года вступил в НСДАП. Один из основателей Национал-социалистического союза врачей (с 1932 года — председатель). С ноября 1933 года и до своей смерти являлся депутатом рейхстага. С 1934 года являлся уполномоченным по вопросам высшей школы в штабе заместителя фюрера Рудольфа Гесса и входил в состав Комиссии НСДАП по высшему образованию. В 1935 году на съезде НСДАП в Нюрнберге выступил убеждённым сторонником принятия расовых законов. С 1937 года — обергруппенфюрер СА.
Умер в 1939 году в Мюнхене в возрасте 51 года от рака. Несёт ответственность за мероприятия нацистов по эвтаназии и стерилизации. Под руководством Вагнера был основан Центр эвтаназии в Хадамаре.